# Ryan Stiles
Ryan Stiles (født 22. april 1959) er en amerikansk-canadisk skuespiller, komiker og instruktør, hvis arbejde ofte er forbundet med improvisationskomedie. Han er bedst kendt for sin medvirken i den amerikanske og britiske udgave af Whose Line Is It Anyway? og som Lewis Kiniski i The Drew Carey Show. Han spiller i øjeblikket Herb Melnick på CBS komedieserien Two and a Half Men.

## Opvækst og karriere
Stiles blev født i Seattle, Washington, som den yngste af fem børn. Da han var ti år, flyttede hans canadisk-fødte forældre familien til Richmond, British Columbia. I en alder af sytten år, droppede Stiles ud af high school for at forfølge en karriere i komedie. Han arbejdede i sin fars fiske-forarbejdningsanlæg for at tjene til hverdagen, mens han samtidig udøvede stand-up på "Punchlines Comedy Club" i Vancouver, British Columbia og improvisations komedie med Vancouver TheatreSports League. I 1986 lykkedes det Stiles at få et arbejde hos Toronto's berømte Second City komedie ensemble.

## Tv-arbejde
I 1989 havde Stiles fået opmærksomhed hos producenterne af det britiske improvisatoriske comedy-show Whose Line Is It Anyway?. Stiles var en regelmæssig aktør på showet frem til 1998, mens han samtidig medvirkede i en længere række tv-produktioner og film i USA.
I 1995 blev Stiles hyret til The Drew Carey Show som karakteren Lewis Kinski, hvilket gav ham hans første gennembrud på amerikansk tv.
I 1998 blev en amerikansk version af Whose Line Is It Anyway? lanceret på den amerikanske tv-station ABC. Efter den sidste sæson af den britiske version i 1998 fik den amerikanske pendant premiere med både Stiles og Carey krediteret som executive producers. Stiles og Colin Mochrie var de eneste to faste aktører i den amerikanske version, mens Wayne Brady også blev en regelmæssig deltager i begyndelsen af anden sæson. Serien blev produceret indtil 2006.
Siden 2004 har Stiles medvirket som Dr. Herb Melnick i flere episoder af komedieserien Two and a Half Men. I serien medvirker også Charlie Sheen og Jon Cryer, som Stiles spillede sammen med i Hot Shots! fra 1991.

## Filmografi
| År   | Titel                 | Rolle             | Noter  |
| ---- | --------------------- | ----------------- | ------ |
| 1985 | Rainbow War           |                   |        |
| 1991 | Hot Shots!            | 'Mailman' Farnham |        |
| 1993 | Hot Shots! Part Deux  | Rabinowitz        |        |
| 1997 | Courting Courtney     | Chad Gross        |        |
| 2003 | Nobody Knows Anything | Harold            |        |
| 2006 | The Extra             | Clyde             |        |
| 2009 | Astro Boy             | Mr. Mustachio     | stemme |

| År            | Titel                   | Rolle            | Noter |
| ------------- | ----------------------- | ---------------- | ----- |
| 1990– 2006    | Whose Line Is It Anyway | Sig selv         |       |
| 1995– 2004    | The Drew Carey Show     | Lewis Kiniski    |       |
| 2004– present | Two and a Half Men      | Dr. Herb Melnick |       |